# Conação

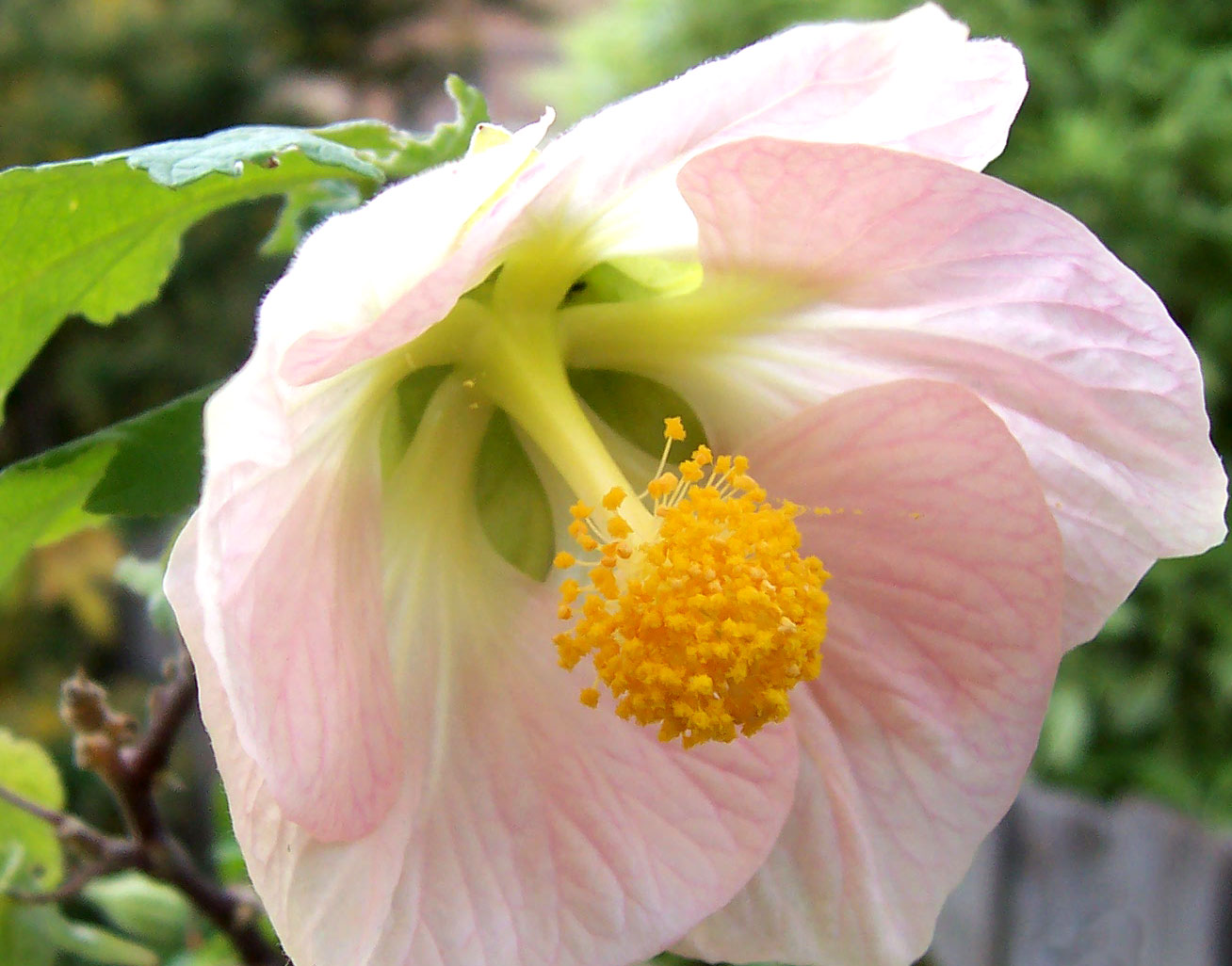
Os estames desta flor de Hibiscus são conatos numa estrutura designada por sinfilamentosa ou andróforo.

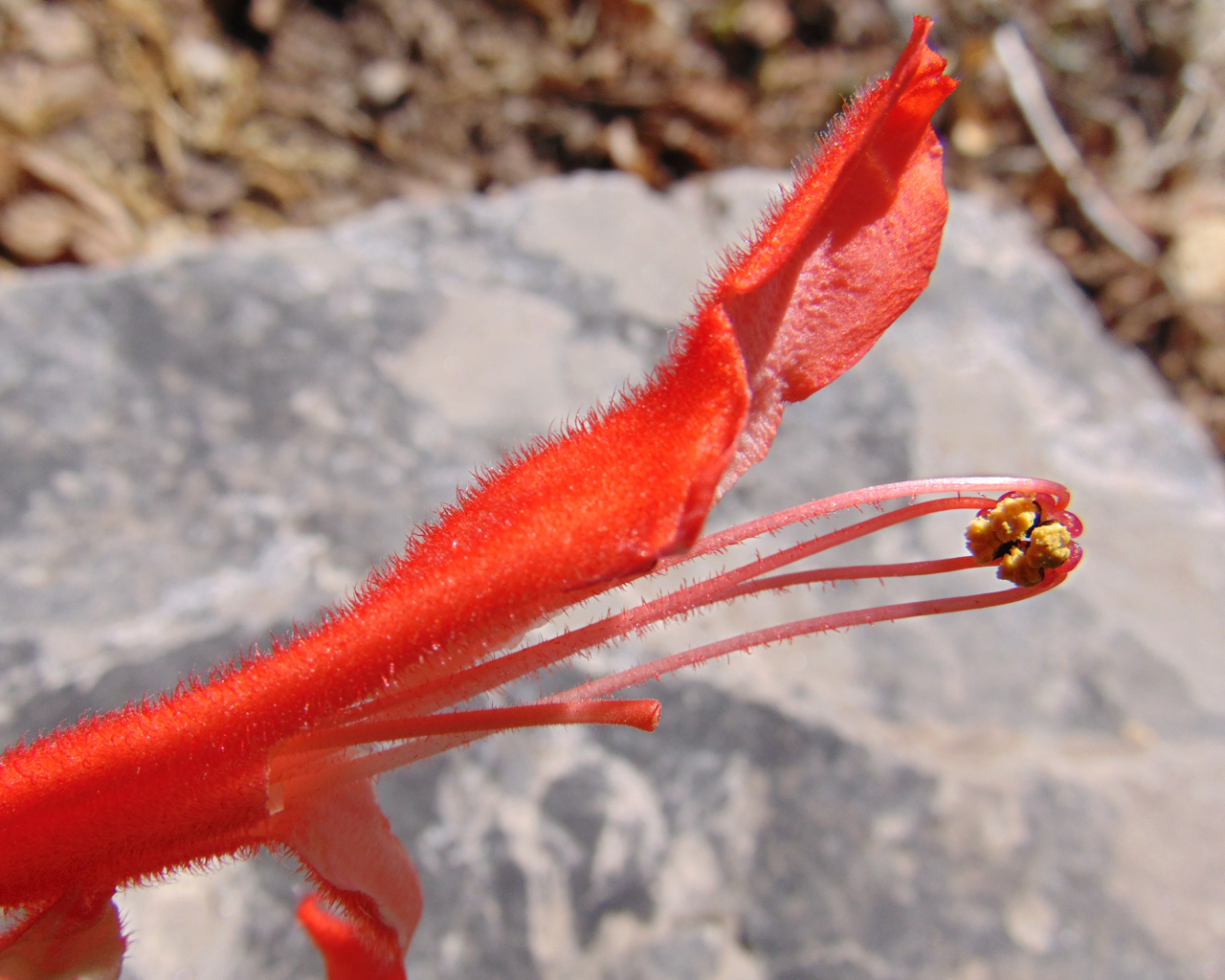
Anteras conatas (sinateras) numa flor dissecada de Sinningia cardinalis.

Conação é a designação dada em morfologia vegetal à ocorrência de fusão entre órgãos do mesmo tipo (ou de verticilos iguais de uma flor). Os órgão ou verticilos fundidos são descritos como conatos. Um exemplo comum de conação é a fusão das pétalas entre si para formar uma corola tubular, também conhecida como corola gamopétala.

Conação é a designação dada em morfologia vegetal à ocorrência de fusão entre órgãos do mesmo tipo (ou de verticilos iguais de uma flor). Os órgão ou verticilos fundidos são descritos como conatos. Um exemplo comum de conação é a fusão das pétalas entre si para formar uma corola tubular, também conhecida como corola gamopétala. Outra é a fusão de anteras que é conhecida como sinântero.

## Descrição
A fusão de estruturas florais do mesmo tipo é comum, dando origem a tipologias morfológicas que são em geral designadas pela adição do prefixo sin ao nome da estrutura ou órgão (p. ex.: flores sincárpicas, sinanteras) 
Este tipo de fusão contrasta com a adnação (formação de estruturas adnatas), a fusão de órgãos dissimilares. Quando órgãos similares que geralmente são bem separados ocorrem localizados lado a lado mas sem fusão ou aderência, a estruturas é descrita como conivente (como é o caso das anteras de Solanum).
A presença de estruturas conatas levou ao aparecimento de diversos termos descritivos utilizados na descrição morfológica das plantas. Entre esses termos contam-se:
- Sinsepalia — uma flor é descrita como sinsépala quando todas as sépalas ocorrem fundidas num hipanto ou tubo; a porção fundida é descrita como como o tubo do cálice e as extremidades não fundidas são designadas por lobos ou lóbulos do cálice;
- Simpetalia — uma flor é descrita como simpétala quando todas as pétalas ocorrem fundidas num cálice ou outra estrutura.
- Sinandria  — uma flor é sinândrica quando os estames ocorrem fundidos numa estrutura única
- Sincarpia — uma flor é sincárpica quando os carpelos estão fundidos para formar um gineceu composto.